# Lily Tomlin
Mary Jean Tomlin (Detroit, Míchigan; 1 de septiembre de 1939), más conocida como Lily Tomlin, es una actriz, comediante y guionista estadounidense. 
Inició su carrera artística haciendo comedia en vivo en diversos clubes nocturnos de su ciudad natal y Nueva York. Se convirtió en actriz de televisión a finales de los años 1960 y en actriz de cine a mediados de la década siguiente. En 1976 fue candidata al premio Óscar a la mejor actriz por la película Nashville y desde entonces intervino en más de veinte filmes, entre los que se destacan, entre otros, The Late Show (1977), Nine to Five (1980), All of Me (1984) y Tea with Mussolini (1999). Asimismo protagonizó obras de teatro, incursionó en series de televisión y grabó varios discos de humor.
Tomlin recibió 20 nominaciones a los premios Primetime Emmy, de los cuales ganó cinco. En 1977, recibió un premio Tony especial por haber sido una de las primeras mujeres en protagonizar un espectáculo unipersonal en Broadway. También recibió, entre otros, el Daytime Emmy y el Grammy.

## Primeros años
Tomlin nació en Detroit (Míchigan). Sus padres eran Lillie Mae Ford (ama de casa y ayudante de enfermería) y Guy Tomlin, un trabajador de fábrica.
Sus padres eran bautistas del Sur y se mudaron de Detroit a Paducah (Kentucky) durante la Gran Depresión.
En 1957 Tomlin terminó la escuela técnica secundaria Cass Technical High School.
Entró a la Wayne State University, donde empezó su interés por el teatro y la actuación.
Después de la universidad, Tomlin empezó a hacer comedia en clubes nocturnos de Detroit y, más tarde, de Nueva York.
Su primera aparición en televisión fue en 1965, en The Merv Griffin Show.

## Carrera

### Comienzos
Tomlin inició su carrera haciendo comedia en vivo en clubes nocturnos y cafeterías. Al mismo tiempo tuvo papeles en obras de teatro.
En 1969, Tomlin entró en el show de sketches Laugh-In.
Algunos personajes del show han quedado asociados con ella a lo largo de su carrera:
- Ernestina (operadora de teléfono que mastica chicle, wisecracking, snorting
- La malcriada Edith Ann, de cinco años, sentada en una silla mecedora de gran tamaño que hace ruidos groseros mientras cuenta historias sobre su hermano y su mascota el perro  Buster.
- Lady Tasteful (señora educada), quien lleva una vida naif de clase alta. Una sombra de este personaje aparece en la película de Tomlin All of Me.
- Susie, la niña de la hermandad, que apareció en el Modern Scream y en 1975 en Saturday Night Live.

Tomlin también fue una de las primeras comediantes que rompió con el estereotipo del drag masculino.
Aunque los hombres hacían drag en Hollywood desde hacía mucho tiempo, Tomlin abrió nuevas fronteras no solo al cruzar los estereotipos de género, sino también de raza.
Trabajó a fines de los años setenta con Pervis Hawkins, un cantante negro de soul y rhythm-and-blues, con bigote y barba, y un peinado afro, vestida con un traje de tres piezas. Como parte del personaje, usaba un poco de cosmético para oscurecer la piel (que dependía de la cantidad de luz en el escenario).
AT&T le ofreció a Tomlin 500.000 dólares para presentar su personaje Ernestine en un comercial de televisión pero ella se negó aduciendo que ello comprometería su integridad artística.
En 1976 apareció como Ernestine en una parodia de comercial en Saturday Night Live, en el cual gritaba: «No nos importa, no, nosotros no tenemos que... Somos la compañía de teléfonos.
El 11 de enero de 1994, el personaje hizo una aparición en The Superhighway Summit en la Universidad de California en Los Ángeles, interrumpiendo una conferencia acerca de la super autopista de la información que estaba dando el entonces vicepresidente Al Gore.
En 2003, hizo dos comerciales como Ernestine para WebEx.

### Años 1970

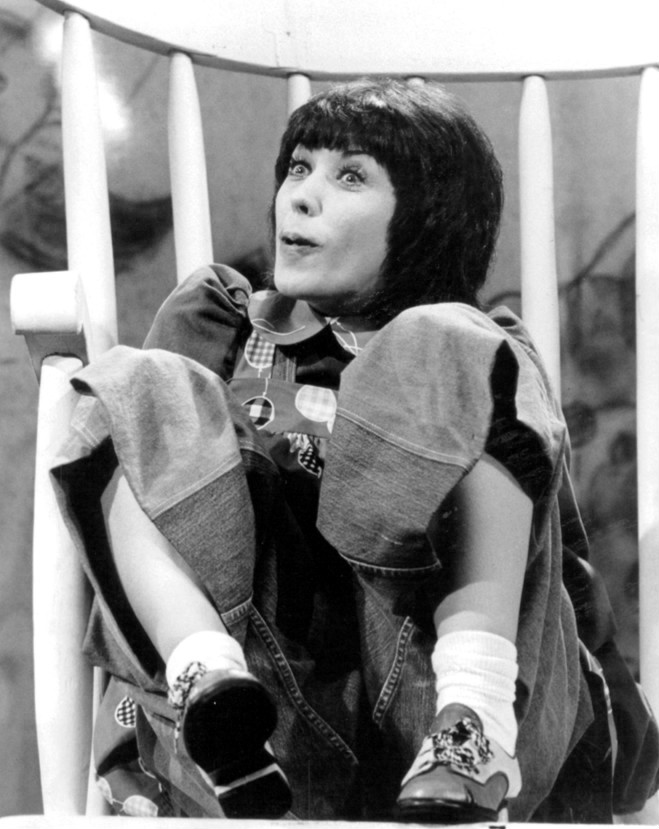
Tomlin actuando como Edith Ann en el programa especial para la televisión de 1975 The Lily Tomlin Special.

En 1973 tuvo su primer programa especial titulado Lily, en el cual hizo el guion. A este le siguieron otros dos: Lily (1974) y The Lily Tomlin Special (1975), asimismo con guiones suyos.
Tomlin es famosa por su versatilidad.
En la película Nashville (de Robert Altman), hizo de Linnea Reese, por la cual estuvo nominada al Oscar en la categoría de mejor actriz secundaria. Se trataba de una cantante de góspel, madre de dos hijos sordos, que tiene un amorío con un cantante de música country interpretado por Keith Carradine.
Posteriormente coprotagonizó junto a Dolly Parton y Jane Fonda la comedia Nine to Five Nine to Five. (1980).
Hizo varios personajes cómicos en la película La increíble mujer menguante (1981), e interpretó a la enfermiza heredera en la comedia All of Me, de Steve Martin.
Ella y Bette Midler hicieron de unas gemelas que fueron separadas al nacer en la comedia Big Business (1988), filmada en el Hotel Plaza de Nueva York.

### Reveses profesionales
Durante mediados de la década de 1990, Tomlin intentó resurgir su carrera televisiva. En 1994, secundó a Matthew Modine y Alan Alda en el telefilme And the Band Played On, de Roger Spottiswoode, por el que fue nominada a un premio Primetime Emmy. Tras esto continuó haciendo películas, entre ellas Flirting with Disaster (1996) y Tea with Mussolini (1999), y haciendo roles de reparto en series de televisión de éxito: The Magic School Bus, una serie animada que se transmitió entre 1994 y 1998 en la cadena PBS, y Murphy Brown, comedia protagonizada por Candice Bergen y de la que formó parte entre 1996 y 1998. Cabe añadirse que en 1996 realizó una aparición especial en un episodio de la serie de drama Homicide: Life on the Streets que le proporcionó una nueva nominación al premio Primetime Emmy a la mejor actriz invitada.

### Carrera posterior

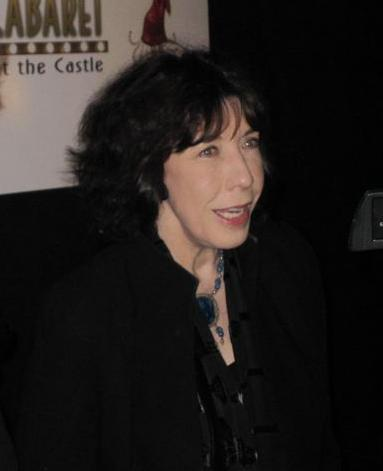
Lily Tomlin en abril de 2009.

En el 2000, se interpretó a sí misma en un episodio de Bette, una serie de televisión transmitida por CBS. Luego realizó más presentaciones como invitada en las series de televisión The West Wing, Will & Grace y Damages. Figuró en nueve episodios de la comedia dramática de ABC Desperate Housewives entre noviembre de 2008 y mayo de 2009 en el rol de Roberta Simmons, la hermana de Karen McCluskey —interpretada por Kathryn Joosten—. En los años 2000, sus actuaciones en cine ocurrieron en largometrajes como A Prairie Home Companion (2006), The Walker (2007) y The Pink Panther 2 (2009).
En 2012, fue convocada por el director Paul Weitz para secundar a Tina Fey y Paul Rudd en el largometraje Admission, que recibió críticas variadas. Desde noviembre de 2012 a marzo de 2013, interpretó a Lillie Mae, la madre de Reba MacKenzie—interpretada por Reba McEntire—, en la serie de televisión Malibu Country. El programa recibió críticas tibias y resultó impopular en el público por lo que se mantuvo al aire durante solo una temporada. 
Su siguiente película, Grandma, donde fue dirigida nuevamente por Weitz, se estrenó en el Festival de Cine de Sundance en 2015 y significó su primer protagónico en cine desde Big Business de 1988. Ahí interpretó a Ellie Reid, una abuela jovial y excéntrica. Grandma recibió críticas mayormente positivas y tuvo buena recepción comercial. En su crítica, Variety la definió como «una comedia familiar inicialmente ventosa sobre madres, hijas y abortos que se cuela lentamente contigo y te dan cosas importantes de un golpe». Su trabajo en este largometraje le valió una candidatura al Globo de oro a la mejor actriz de comedia o musical.
Tomlin retornó a la televisión luego de dos años con la serie de Netflix Grace and Frankie en mayo de 2015, donde el otro papel protagonista quedó a cargo de Jane Fonda. Ambas interpretaron a dos mujeres maduras que descubren que sus respectivos esposos son amantes y por ello se ven obligadas a vivir juntas en la casa de la playa que ambas parejas compraron años atrás. Desde su estreno, el programa cosechó buenas reseñas de diversas fuentes. Por su desempeño, Tomlin fue nominada a tres premios Primetime Emmy a la mejor actriz de una serie de comedia, como así también al Globo de Oro. Por otra parte, en 2017 recibió a modo de homenaje el premio de Honor del Sindicato de Actores en manos de Dolly Parton.

## Filmografía

### Cine
| Año  | Película                                                 | Rol                       | Notas |
| ---- | -------------------------------------------------------- | ------------------------- | --- |
| 1975 | Nashville                                                | Linnea Reese              | - Nominada al Premio Óscar a la mejor actriz de reparto - Nominada al Globo de Oro a la nueva estrella del año - Actriz - Nominada al Globo de Oro a la mejor actriz de reparto |
| 1977 | The Late Show                                            | Margo Sperling            | - Nominada al BAFTA a la mejor actriz - Nominada al Globo de Oro a la mejor actriz - Comedia o musical                                                                          |
| 1978 | Moment by Moment                                         | Trisha Rawlings           | |
| 1980 | Nine to Five                                             | Violet Newstead           | |
| 1981 | La increíble mujer menguante                             | Pat Kramer/Judith Beasley | |
| 1984 | All of Me                                                | Edwina Cutwater           | - Nominada al Globo de Oro a la mejor actriz - Comedia o musical |
| 1988 | Big Business                                             | Rose Ratliff/Rose Shelton | |
| 1991 | The Search for Signs of Intelligent Life in the Universe | Varios roles              | |
| 1992 | Shadows and Fog                                          | Prostituta                | |
| 1993 | The Beverly Hillbillies                                  | Jane Hathaway             | |
| 1993 | And the Band Played On                                   | Dra. Selma Dritz          | Hecha para la televisión. |
| 1993 | Short Cuts                                               | Doreen Piggot             | |
| 1994 | Edith Ann: A Few Pieces of the Puzzle                    | Edith Ann                 | Hecha para la televisión. |
| 1994 | Edith Ann: Homeless Go Home                              | Edith Ann                 | Hecha para la televisión. |
| 1995 | Blue in the Face                                         | Waffle eater              | |
| 1996 | Getting Away with Murder                                 | Inga Mueller              | |
| 1996 | Flirting with Disaster                                   | Mary Schlichting          | |
| 1996 | Edith Ann's Christmas: Just Say Noel                     | Edith Ann                 | Hecha para la televisión. |
| 1998 | Krippendorf's Tribe                                      | Prof. Ruth Allen          | |
| 1999 | Tea with Mussolini                                       | Georgie Rockwell          | |
| 2000 | The Kid                                                  | Janet                     | |
| 2002 | Orange County                                            | Charlotte Cobb            | |
| 2004 | I Heart Huckabees                                        | Vivian Jaffe              | |
| 2006 | A Prairie Home Companion                                 | Rhonda Johnson            | |
| 2006 | The Ant Bully                                            | Mommo                     | Voz |
| 2007 | The Walker                                               | Abigail                   | |
| 2009 | Sweet Baby Jesus                                         | Eleanor                   | |
| 2009 | La Pantera Rosa 2                                        | Yvette Berenger           | |
| 2013 | Proceso de Admisión                                      | Susannah                  | |
| 2015 | Grandma                                                  | Elle Reid                 | |
| 2018 | Spider-Man: un nuevo universo                            | May Parker                | Voz |
| 2023 | 80 for Brady                                             | Lou                       | |

### Televisión
| Año       | Película/Serie                            | Rol                                 |
| --------- | ----------------------------------------- | ----------------------------------- |
| 1969-1973 | Rowan & Martin's Laugh-In                 | Ernestine, una operadora telefónica |
| 1973      | Lily (Especial)                           | Ella misma                          |
| 1974      | Lily (Especial)                           | Ella misma                          |
| 1975      | The Lily Tomlin Special                   | Ella misma                          |
| 1976      | Saturday Night Live (1 episodio)          | Varios                              |
| 1979      | Sesame Street (1 episodio)                | Edith Ann                           |
| 1984      | Pryor's Place (1 episodio)                |                                     |
| 1994      | Frasier (1 episodio)                      | Rita (voz)                          |
| 1996      | Homicide: Life on the Street (1 episodio) | Rose Halligan                       |
| 1994-1996 | The Magic School Bus                      | Frizzle (voz)                       |
| 1996-1998 | Murphy Brown                              | Kay Carter-Shepley                  |
| 1998      | The X-Files (1 episodio)                  | Lynda                               |
| 2002-2006 | The West Wing                             | Deborah Fiderer                     |
| 2005      | The Simpsons (1 episodio)                 | Tammy (voz)                         |
| 2005-2006 | Will & Grace (2 episodios)                | Margot                              |
| 2008      | Desperate Housewives (4 episodios)        | Roberta                             |
| 2008      | 12 Miles of Bad Road                      | Amelia Shakespeare                  |
| 2015-2021 | Grace & Frankie (94 episodios)            | Frankie                             |

## Vida personal
En su álbum Modern Scream (1975) se burlaba de los actores heterosexuales que decían distanciarse de sus personajes homosexuales. A una pregunta de una pseudo entrevista (¿qué siente cuando tiene que representar a una heterosexual?), respondió: «He visto a esas mujeres toda mi vida, se como caminan, sé cómo hablan»
Su narración del documental The Celluloid Closet en 1995, una película que examina los retratos que Hollywood hizo de los homosexuales, se consideró durante mucho tiempo como un «secreto a voces» acerca de su orientación.
Lily Tomlin no tuvo hijos por elección.